# السیوف (اسکندریه)
السیوف (به عربی: السیوف) یک محله در مصر است که در استان اسکندریه واقع شده‌است.